# Aerangis macrocentra
Aerangis macrocentra là một loài thực vật có hoa trong họ Lan. Loài này được (Schltr.) Schltr. mô tả khoa học đầu tiên năm 1915.